# Atamant de Posidònia
Atamant (grec antic: Άθάμας) fou un filòsof pitagòric grec natural de Posidònia (Magna Grècia) que és esmentat per Climent d'Alexandria.